# ЯТБ-2
ЯТБ-2 — радянський високопідлоговий тролейбус для міських пасажирських перевезень виробництва Ярославського автозаводу. Абревіатура «ЯТБ» розшифровується, як «ярославський тролейбус» друга модель.

## Опис
В січні 1937 року почалась розробка моделі ЯТБ-2, тоді ж для вдосконалення конструкції кузова на заводі було організовано конструкторсько-технологічне кузовне бюро. А в листопаді 1937 року завод приступив до серійного виробництва нової моделі ЯТБ-2, що була модернізованою моделлю ЯТБ-1 і практично нічим від неї не вирізнялася. Попереду з'явилися зовнішні маршрутні ліхтарі, маршрутний покажчик над лобовим склом і окремі (ліворуч) двері в кабіну водія. У конструкцію було внесено низку змін. У салоні тролейбуса була зроблена ізольована кабіна водія по всій ширині кузова, з окремим входом з лівого боку. Поява кабіни значно поліпшило умови роботи водія і дозволило розмістити в ній високовольтну електроапаратуру, захистивши від проникнення вологи. Електроапаратура була розміщена так, що її можна було оглядати як з кабіни, так і з боку пасажирського салону. У силовій передачі тролейбуса прибрали трансмісійне дискове гальмо замінивши його гальмом на задні колеса, а в зв'язку з цим і проміжний карданний вал. Проте ефективність механічного гальма з ручним приводом стала значно слабкішою. Для зменшення маси машини і збільшення жорсткості рами більша частина поперечок рами була виготовлена з труб, а замість складових поздовжніх лонжеронів встановлені цілісні. Зникла і дивна рама з цілими трьома лонжеронами, у ЯТБ-2 двигун був розташований інакше, і тролейбус отримав звичну нам раму з двома лонжеронами. Також в конструкції ЯТБ-2 була передбачена така цікава процедура, як обкатка шасі без кузова. Масу машини таким чином вдалося знизити до 8350 кг.
Конструктивні зміни, внесені в тролейбус ЯТБ-2, поліпшили технічні показники порівняно з ЯТБ-1, але у них виявилася недостатня жорсткість даху під основою струмоприймачів, внаслідок чого з'явився прогин дахових дуг кузова. Крім того, дахи тролейбусів протікали в сиру погоду, створюючи незручності для пасажирів, псувалися облицювання і внутрішнє обладнання салону. Декоративні бампери не сприяли запобіганню пошкодження кузова, так як вони були встановлені не на рамі, а на дерев'яному каркасі кузова. Каркаси пасажирських сидінь , незважаючи на велику вагу і громіздкість, швидко ламалися через їх невдалої конструкції.
Цікавим проектом, але не одержавшим широкого поширення, став випуск вантажних тролейбусів. У грудні 1937 року по завданню Наркоммаша на ярославському автозаводі приступили до споруди двох вантажних тролейбусів на базі пасажирського ЯТБ-2. Пробний рейс вантажних тролейбусів відбувся в березні 1938 року в Москві на Беговой вулиці.

## Робота у містах СРСР і закордоном

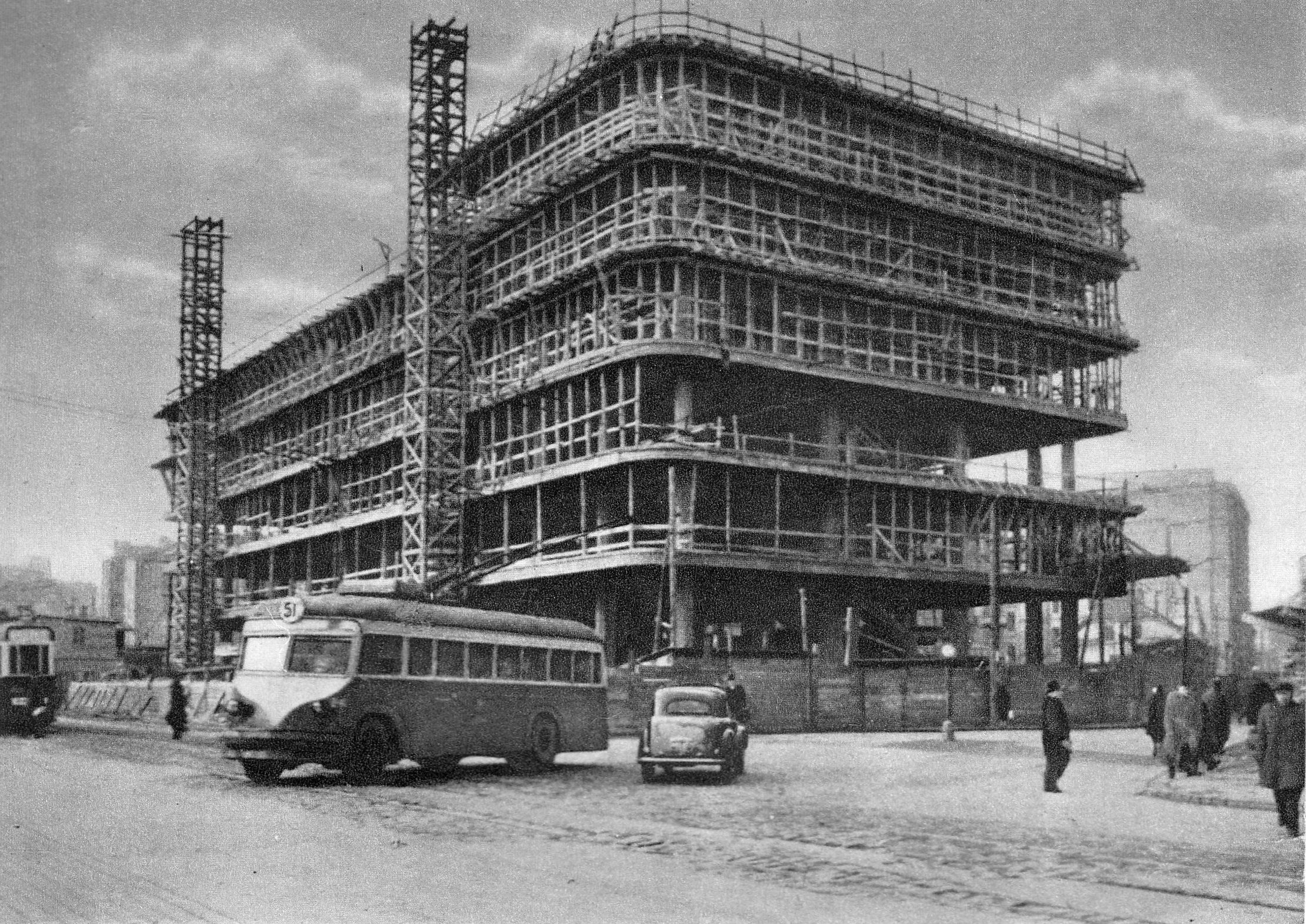
ЯТБ-2 у Варшаві, 1951 рок

З кінця 1937 тролейбуси стали надходити в такі міста як: Москва, Ленінград, Київ.
Війна внесла свої корективи в долю деяких ярославських тролейбусів, які залишилися в містах, захоплених гітлерівцями. Так, в 1943 році за наказом гауляйтера Східної Пруссії і рейхскомісара України Еріха Коха (Erich Koch) з окупованого Києва у складі спеціального літерного ешелону в Кенігсберг (нині Калінінград) були вивезені два тролейбуси ЯТБ-2. Перед запуском в експлуатацію по ділянці тролейбусної лінії довжиною в 4 км київські ЯТБ-2 відправили на вагонний завод Штайнфурт (Steinfurt, нині Нойенкирхен (Neuenkirchen), де тролейбуси підремонтували, перефарбували в білий колір і підготували до помпезного пуску тролейбусного руху, на якому був присутній і Еріх Кох. Після бомбардування англійської авіації в 1944 році тролейбуси ЯТБ-2 згоріли від фосфорних бомб.

Із закінченням війни і відновленням міського господарства залишилися ЯТБ-2 в Москві, Ленінграді та Києві пройшли капітально-відновлювальний ремонт (КВР) з глибокою модернізацією кузова. У Москві в період з 1944 по 1947 ярославські тролейбуси спочатку відновлювали на Тушинському авіазаводі, а потім на МТРЗ, де їм присвоювали індекс ЯТБ-1М. Пізніше там же їх перебудовували в модель МТБ-10. Цей модернізований тролейбус зовні був схожий на тушинский МТБ-82, проте шасі для МТБ-10 використовувалося зі старих ярославських тролейбусів. У Ленінграді тролейбуси ремонтували на Варзі, де в конструкцію тролейбусів ЯТБ вносилися свої зміни.
Після війни крім СРСР ярославські тролейбуси працювали в Польщі. З 1945 року у Варшаві поряд з німецькими тролейбусами MAN експлуатувалося 11 ЯТБ-2 з Ленінграда і 16 з Москви. У 1953 році в Любліні була відкрита 5-кілометрова тролейбусна лінія, для якої з Варшави передали 8 зберігшихся ЯТБ-2 .

## Де можна побачити

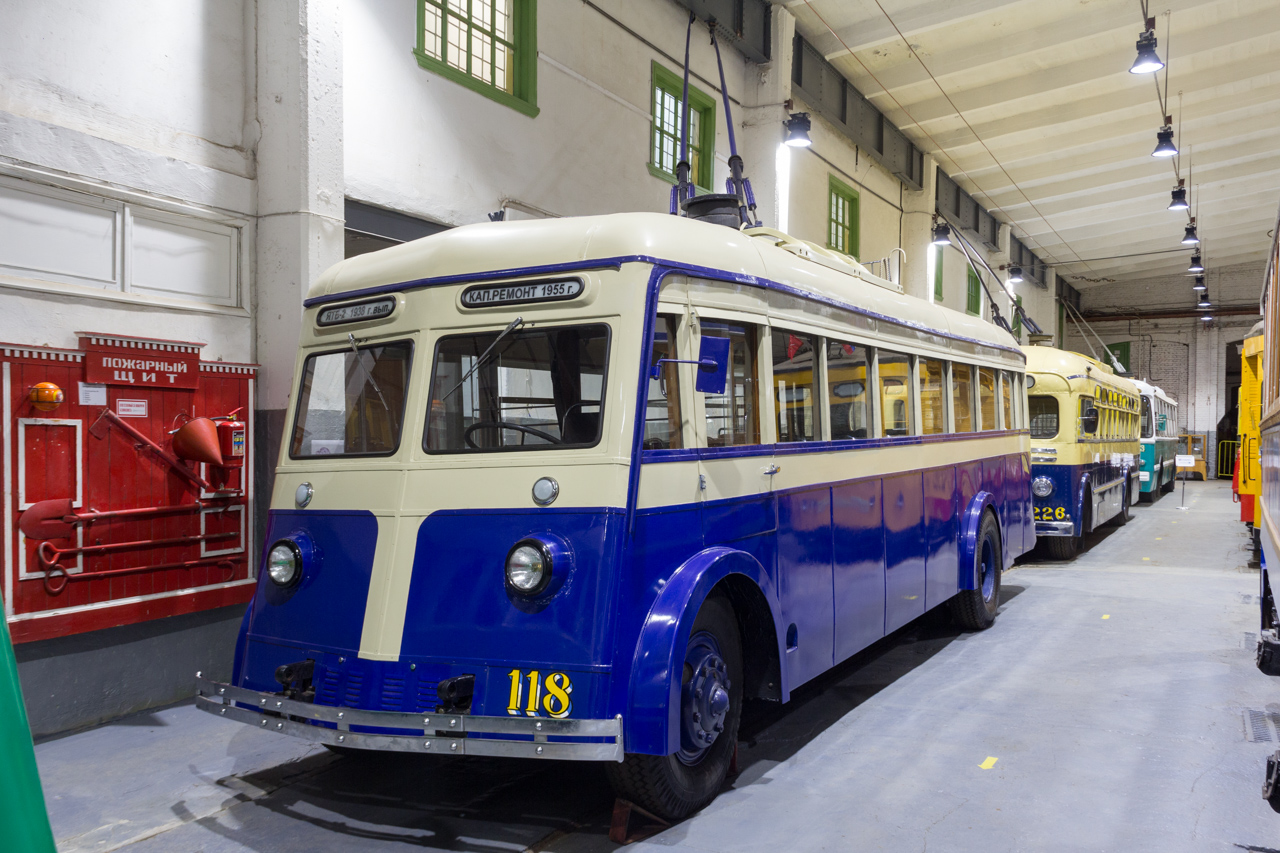
Відреставрований ЯТБ-2 у 2022 році

Єдиний в світі екземпляр, знайдений весною 2007 року в районі Зеленогірська. У серпні 2007 року обміняний на списаний КТГ-1 і перевезений в Музей міського електричного транспорту Санкт-Петербурга, де було відреставровано.